# Bad-tibira

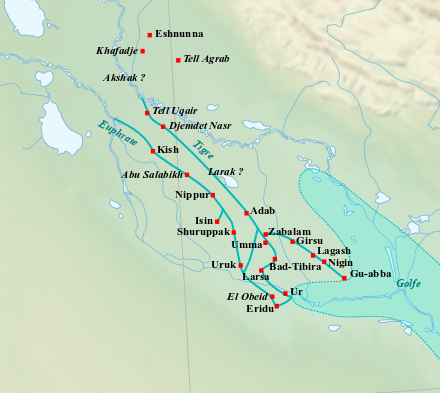
Mapa z zaznaczonym położeniem Bad-tibiry i innych ważnych miast Sumeru w okresie wczesnodynastycznym (ok. 2900-2350 p.n.e.)

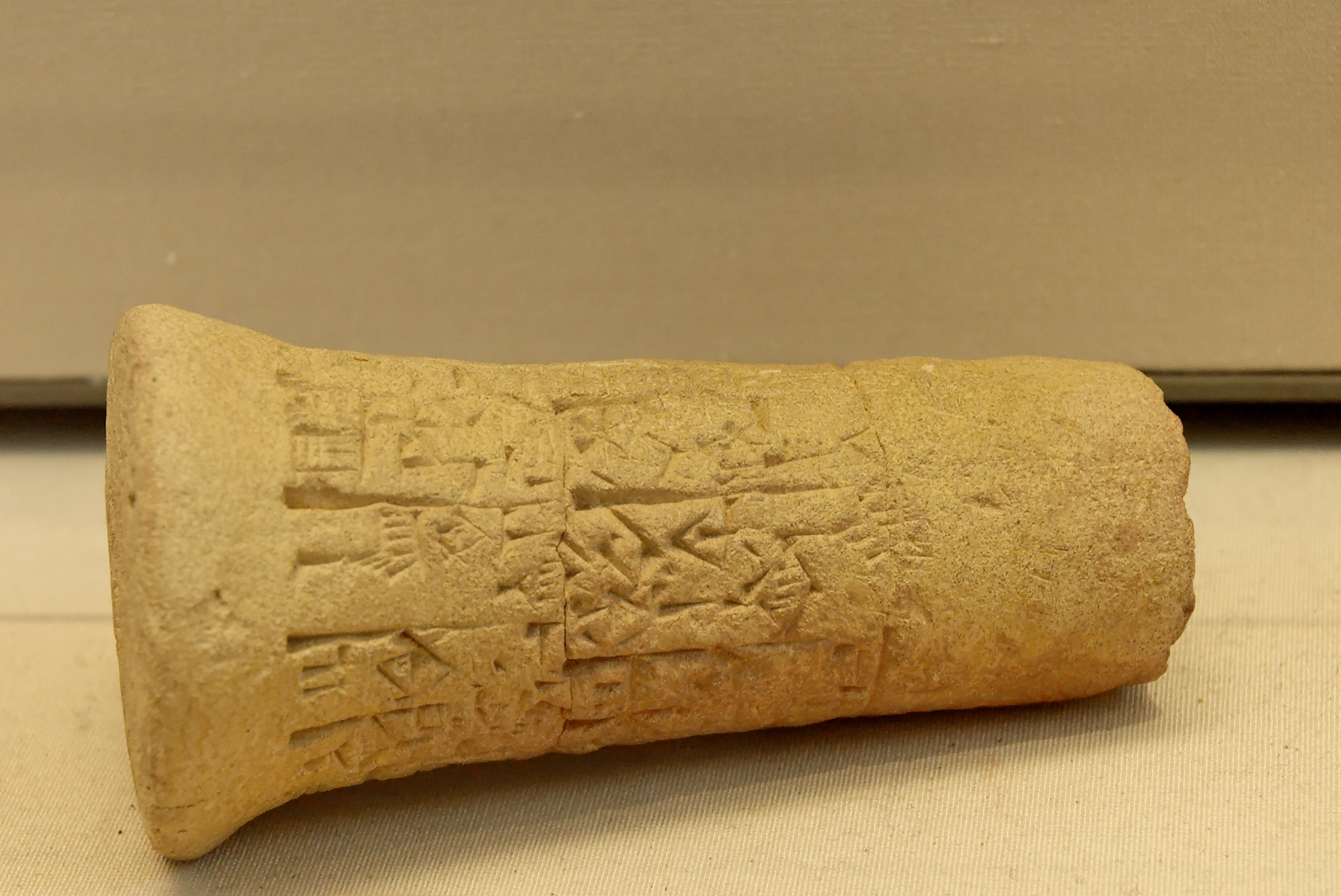
„Gwóźdź fundacyjny” z inskrypcją Enmeteny, w której władca ten wymieniany jest jako budowniczy świątyni E-musz w Bad-tibirze. Znaleziony w Girsu (ob. Tall Luh), zbiory Luwru (AO 22954)

Bad-tibira (sum. bad3.tibiraki, tłum. „mur/twierdza rękodzielników pracujących w metalu”) – starożytne miasto w Sumerze, identyfikowane obecnie ze stanowiskiem archeologicznym Tell Madineh (też Tell Medinah, Tell al-Medan, Madain, Al-Mada'in, Madina), położonym ok. 10 km na płn.-wsch. od Tell Senkereh (starożytnej Larsy), w prowincji Zi Kar w południowym Iraku; w Sumeryjskiej liście królów wymienione jako siedziba jednej z przedpotopowych dynastii królewskich.

## Legendarna Bad-tibira
Literatura mezopotamska umieszcza początki miasta Bad-tibira w legendarnym okresie przed potopem. Według Sumeryjskiego mitu o potopie miasto to założyć miał sam bóg Enki, a następnie przekazać je bogini Inanie. W Sumeryjskiej liście królów Bad-tibira występuje jako siedziba drugiej z przedpotopowych dynastii królewskich, której trzej przedstawiciele panować mieli łącznie przez 108 tysięcy lat:
„W Bad-tibirze Enmeluana panował przez 43200 lat; Enmegalana panował przez 28800 lat; Dumuzi, pasterz, panował przez 36000 lat. (W sumie) trzech królów panowało przez 108000 lat”
W sumeryjskim micie Zejście Inany do świata podziemnego Bad-tibira z jej świątynią E-muszkalama wymieniona jest pośród siedmiu miast odwiedzonych przez boginię Inanę przed jej wyprawą do świata podziemnego. W innym miejscu mitu, opisującym powrót bogini do świata żywych, opisana jest jej kolejna wizyta w Bad-tibirze i hołd jaki jej złożył Lulal, boski opiekun tego miasta.

## Historyczna Bad-tibira
Historyczna Bad-tibira znana jest jak dotychczas jedynie z tekstów, gdyż miasto to nie zostało jeszcze przebadane archeologicznie, a jego identyfikacja ze stanowiskiem Tell Madineh dokonana została wyłącznie w oparciu o znaleziska powierzchniowe. 
W źródłach pisanych (głównie tekstach liturgicznych, hymnach i listach świątynnych) Bad-tibira pojawia się najczęściej w kontekście związanym z istniejącą w tym mieście świątynią E-musz (też E-muszkalama), poświęconą Inanie, Dumuziemu, a także Lulalowi. W jednej ze swych inskrypcji Enmetena (koniec 1 połowy III tys. p.n.e.), władca miasta-państwa Lagasz, nazywa siebie budowniczym E-musz:
„Bogini Inanie (i) królowi E-musz (epitet boga Dumuziego) Enmetena, władca Lagasz, świątynię E-musz, ich ukochany dom, dla nich wzniósł”.
Cztery fragmentarycznie zachowane kopie tej inskrypcji odkryte zostały w 1953 roku na stanowisku Tell Madineh i to głównie w oparciu o nie zidentyfikowano to stanowisko z Bad-tibirą. 
W okresie wczesnodynastycznym (ok. 2900-2350 p.n.e.) Bad-tibira była jednym z czternastu głównych miast-państw na terenie Sumeru i Akadu, ale wydaje się, że pod koniec tego okresu rozpoczął się stopniowy jej upadek, gdyż teksty historyczne z późniejszych okresów rzadko ją już wspominają. 
Miasto to było jeszcze najprawdopodobniej zamieszkane w pierwszej połowie II tys. p.n.e., gdyż w czasie badań powierzchniowych na stanowisku Tell Madineh odkryto ślady zasiedlenia z okresów: Ur III (ok. 2100-2000 p.n.e.), Isin-Larsa (ok. 2000-1800 p.n.e.) i starobabilońskiego (ok. 1800-1600 p.n.e.).